# Chrysopa gibeauxi
Chrysopa gibeauxi là một loài côn trùng trong họ Chrysopidae thuộc bộ Neuroptera. Loài này được Leraut miêu tả năm 1989.